# Theridion leve
Theridion leve là một loài nhện trong họ Theridiidae.
Loài này thuộc chi Theridion. Theridion leve được John Blackwall miêu tả năm 1877.